# Preußisch-russischer Allianzvertrag (1764)

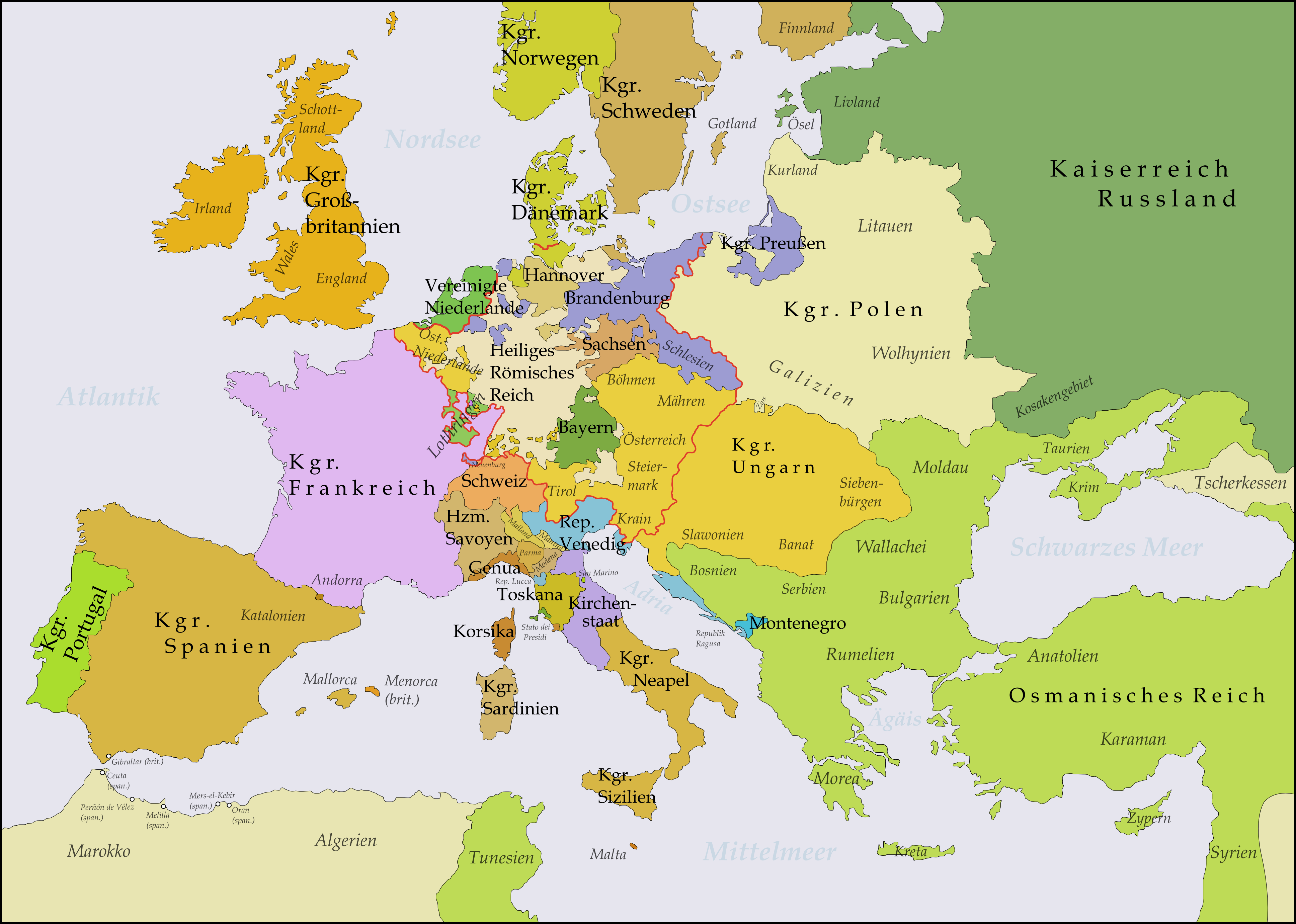
Europa zur Zeit des Siebenjährigen Krieges

Der Preußisch-russische Allianzvertrag vom 11. April 1764 war ein langlebiges Defensiv- und Offensivbündnis zwischen Preußen und Russland. Im Kern richtete sich das Bündnis gegen Polen-Litauen, das nun dauerhaft in den Einflussbereich beider Großmächte fiel, Stück für Stück seine Souveränität verlor und schließlich von der Landkarte verschwand.
Das Bündnis bildete den Grundstock für das von Russland aus betriebene Nordische System, ein Bündnissystem, das das bourbonische Machtzentrum vom Norden her neutralisieren sollte.

## Politische Rahmenbedingungen
Preußen war nach dem Siebenjährigen Krieg außenpolitisch zunächst isoliert. Friedrich II. stand vor der Aufgabe, neue Prioritäten zu setzen und neue Bündnisse zu schließen. Der König, dessen ganze erste Regierungshälfte vom Konflikt mit Österreich geprägt war, dachte nach wie vor in antihabsburgischen Kategorien. Obwohl sich 1763 entschieden hatte, dass Preußen zur fünften europäischen Großmacht aufgestiegen war, sah Friedrich II. Preußens Großmachtstellung nicht ausreichend gesichert. Deshalb erwog er Möglichkeiten weiterer Arrondierungen. Die Rivalität mit Österreich und die nun zielstrebig verfolgte Absicht, sich auf Kosten Polens zu stärken, setzten ein Einvernehmen mit Russland voraus. Russland gegenüber empfand Friedrich II. Respekt, wenn nicht Unbehagen. Hinzu kam die Besorgnis, Russland und Österreich könnten sich gegen Preußen verbünden. Deshalb lag Friedrich II. viel an einer Übereinkunft mit Zarin Katharina II.
Diese hatte zunächst nach ihrem erfolgreichen Staatsstreich 1762 den von Peter III. initiierten Preußisch-russischen Allianzvertrag nicht mehr bestätigt, jedoch den Frieden mit Preußen aufrechterhalten. Russland suchte seinerseits im Norden Europas den französischen Einfluss zu verringern, um sein Nordisches System zu errichten und fand in Preußen hierfür einen Bündnispartner mit parallelen Interessen.
Es gelang Graf Victor Friedrich von Solms-Sonnenwalde, seit 1762 Gesandter Friedrichs II. am Petersburger Hof und Nachfolger von Wilhelm Bernhard von der Goltz, die Zarin für Friedrichs Absichten zu gewinnen. Am 11. April 1764 kam der Allianzvertrag zustande.

## Inhalte
Die Vertragsparteien garantierten einander ihren derzeitigen Besitzstand und sagten im Falle eines Krieges gegenseitige Hilfen in Form von Truppen (12.000 Mann) oder Subsidien zu. Der Vertrag hatte zunächst eine Laufzeit von acht Jahren und wurde zweimal bis 1781 verlängert.
Mehrere Geheimartikel regelten das Verhältnis zu Polen-Litauen. Beide Mächte waren daran interessiert, die chaotischen Verfassungszustände in Polen als Garant für die Schwäche dieses Staates zu erhalten. Folglich verpflichteten sich beide Partner alle Veränderungen, vor allem den Plan, das Land in eine Erbmonarchie umzuwandeln, mit Waffengewalt zu verhindern und bei den bevorstehenden Königswahlen für den Günstling Katharinas II., Stanislaus II. August Poniatowski, einzutreten.

## Weitere Entwicklung
Polen-Litauen war der Kitt, der Russland und Preußen für die nächsten Jahre miteinander verband. Dabei differierten die Absichten beider erheblich. Russland war an der Beherrschung Polens interessiert und Preußen strebte einen Länderzuwachs an.
Der Vertrag von 1764 leitete eine Phase direkter Interventionen in die polnische Angelegenheiten ein. Am 5. August 1772 unterzeichneten Preußen, Österreich und Russland den Ersten Teilungsvertrag Polens, durch den das Land die Hälfte seiner Bevölkerung und 40 Prozent seines Territoriums verlor.